# Der Tiger (1930)
Der Tiger ist ein früher deutscher Kriminalfilm aus dem Jahre 1930 von Johannes Meyer. Charlotte Susa und Harry Frank spielen die Hauptrollen.

## Handlung
Ganz Berlin zittert. Die Großstadt wird von einem Meisterverbrecher heimgesucht, der in der Presse kurz „Der Tiger“ genannt wird. Er überfällt und bricht ein, mordet und stiehlt. Dieses Mal hat es einen Kassenboten getroffen, und auch hier hat der „Tiger“ sein Markenzeichen, eine Wunde mitten auf der Stirn, hinterlassen. Die Kriminalpolizei beschließt, einen besonders pfiffigen jungen Mann auf den Fall anzusetzen. Er heißt Brandt und wird fortan, weil er nur so auftritt, der Mann im Frack genannt. In diesem Outfit besucht er eine von Angehörigen der Unterwelt oft frequentierte Kneipe. Hier fragen sich ebenfalls die Anwesenden, wer wohl der „Tiger“ sein mag. Eine elegante, junge Dame im Abendkleid taucht auf, die wie Brandt die Szenerie aufmerksam beobachtet. Beide finden sich sympathisch, und der Mann im Frack setzt sich an ihren Tisch. Beide trinken ein Gläschen Sekt miteinander. Wer mag wohl der „Tiger“ sein? Vielleicht der Mann im Frack selbst, der zuvor auffällig unauffällig einen Schnaps mit einem neuen Hundertmarkschein bezahlt? Oder etwa der feine Pinkel, der sich Graf Eggendorf nennt und auf jeden gewieften Polizeibeamten wie das Paradebeispiel eines geschniegelten Hochstaplers wirkt? Der einzige Anhaltspunkt, den die Mordkommission besitzt, sind die registrierten Nummern auf den entwendeten Banknoten.
Bald macht sich der feine gebende Graf Eggenhorst, der die schummrige Verbrecherkaschemme in Begleitung einer eleganten Ausländerin mit kostbarem Schmuck um den Hals betreten hat, besonders verdächtig. Da geschieht unter den Augen der Anwesenden ein weiteres Verbrechen: Während ein Ganovenpärchen das Tanzbein schwingt, wird die Ausländerin erschossen und ihr Halsschmuck geraubt. Auch ihre Stirn ziert ein blutiges Mal. Der falsche Graf Eggenhorst will sich schleunigst aus dem Staub machen, wird aber verhaftet. Doch als sich zeigt, dass er nicht „Der Tiger“ ist, setzt man ihn wieder auf freien Fuß. Als Inspektor Brandt zu sich nach Haus heimkehrt, folgt ihm heimlich die Dame im Abendkleid, die sich in den smarten unbekannten Polizisten verliebt hat, ohne zu wissen, wer er wirklich ist. Dies wird ihr zum Unglück. Hatte die verführerische Blondine, die der „Tiger“ ist, geglaubt, Brandt für ihre Verbrecherbande gewinnen zu könne, so zeigt es sich, dass sie in seine Falle getappt ist. Schlagartig schlägt ihre Verliebtheit in Hass um, und sie bedroht ihn mit ihrem gezückten Revolver. Im letzten Moment kann Brandt die Mörderin entwaffnen und verhaften.

## Produktionsnotizen
Der Tiger – der Streifen gilt als erster deutscher Tonfilmkrimi – entstand angeblich an nur drei Drehtagen im Februar 1930 in den UFA-Ateliers von Neubabelsberg und wurde am 15. April 1930 in Berlins UFA-Theater am Kurfürstendamm uraufgeführt. Die Wiener Premiere erfolgte am 2. Mai desselben Jahres.
Produzent Alfred Zeisler übernahm auch die Produktionsleitung, Willi A. Herrmann entwarf die Filmbauten, Erich Leistner war für den Ton zuständig.
Der Tiger war der einzige abendfüllende Tonfilm Max Maximilians, der kurz darauf starb.

## Musik
Folgende Musiktitel wurden gespielt:
- Das ganze Leben ist belämmert
- Ich hab’ kein Auto, ich hab’ kein Rittergut
- Liebe für eine Nacht, Treue für eine Nacht
- Üb’ immer Treu’ und Redlichkeit
- Wir leben in einer miesen, aber großen Zeit

Die Texte verfassten Willi Kollo, Hans Pflanzer und Robert Gilbert. Kollo verwendete bei seiner Komposition auch ein Musikstück von Hans May.
Diese Lieder erschienen im Musikverlag Ufatons-Verlags GmbH Berlin.

## Kritiken
In Wiens Neue Freie Presse hieß es: „Der Schauplatz dieses Sprechfilms ist die Unterwelt Berlins, die in diesem Film in ihrer ganzen harten Realistik geschildert wird. Der Sprache gelingt es, das ungewöhnliche Milieu zu malen, wie es das Bild allein nie gekonnt hätte. Der Dialog wird zum Ausdruck der verschiedenen Gesellschaftsklassen, deren Vertreter sich im Dunkel dieser Welt treffen“

„Dieser Film erinnert an die großen Zeiten der Stuart Webbs und Joe Deebs, ist aber tausendmal spannender als die Detektivfilme vor dem Krieg, weil jetzt der Ton und das Wort ganz neue Effekte und Wirkungsmöglichkeiten schaffen.“

Im Neuen Wiener Journal war über den Krimispezialisten Zeisler folgendes zu lesen: „Alfred Zeisler … scheint Spezialist schaurig-spannender Kriminalgeschichten à la Wallace zu sein. Schon sein „Tiger“, der den Zuschauer von Anfang bis zum Ende in Atem hielt, konnte einen starken Publikumserfolg verzeichnen.“